# Don't think. Feel !!!
「Don't think. Feel !!!」（ドント・シンク・フィール!!!）は、日本の女性アイドルグループ・アイドリング!!!の楽曲。2011年7月27日にポニーキャニオンからリリースした、通算16枚目のシングル。楽曲は、ソングライター・PA-NON（作詞）としほり（作曲）の共作で、テレビアニメ『FAIRY TAIL』の主題歌。

## 背景・制作
前作「やらかいはぁと」から、4ヶ月半後に発表した16thシングル。
同年末に、メンバー 谷澤恵里香・フォンチーの両名が卒業するため、19人編成として最後の作品である。
なお、同年4月から芸能活動休止中していた後藤郁は、復帰がリリース後の同年8月であったため、制作には関わっていない。
表題曲
表題曲は、多くのアニメソングを手掛けている、PA-NON（作詞）・しほり（作曲）・KOUTAPAI（大河内航太・編曲）といった、当時ZAZAに所属していたクリエイター陣が担当し、テレビアニメ『FAIRY TAIL』の主題歌として制作された。
表題は、ブルース・リー主演の映画『燃えよドラゴン』冒頭での有名なセリフ「Don't think. Feel（考えるな。感じろ）」から引用されている。これはリリース前の同年6月に開催されたライブ『アイドリング!!! 10thライブ かんがえるな。感じろ!GO AHEADング!!!』の副題にも連動して採用された。『FAIRY TAIL』との親和性と、「一歩を踏み出す勇気」などをテーマに、パワフルに歌ったナンバーとなっている。
楽曲は、後の5thアルバム『GOLD EXPERIENCE』に、当時の在籍メンバー25人で再録したバージョンが収録された。また、『FAIRY TAIL』名義のCD「オープニング&エンディングテーマソングスvol.2」にも収録されている。
カップリング曲
c/w曲の制作は、leonn・日比野裕史・大西克巳といった、グループの楽曲制作に馴染みのソングライターが担当している。「アルファベットでこれなんだ!?〜保健室大作戦〜」は、スカのリズムを取り入れたナンバーとなっている。
「恋の20連鎖!!」は、アップテンポなトランス風ナンバーで、10thシングル「ラブマジック♡フィーバー」を担当したユニット・ぷよぷよアイドリング!!!名義の2作目にあたる。また、楽曲には挿入されたセリフが異なる、3つのバージョンが存在する。そのセリフを担当するのは、「またまたver.」を朝日奈央、「べそべそver.」を大川藍、「がらがらver.」は菊地亜美で、バージョン名は担当者の特徴に由来する。
収録メンバー
c/w曲「アルファベットでこれなんだ!?〜保健室大作戦〜」はユニット曲として、当時高校生であったメンバー下記6名が選抜されている。
| 楽曲                                             | 収録CD     | メンバー |
| ------------------------------------------------ | ---------- | --- |
| 「Don't think. Feel !!!」                        | 全形態共通 | 遠藤舞・外岡えりか・谷澤恵里香・フォンチー・横山ルリカ・森田涼花・河村唯・長野せりな・酒井瞳・朝日奈央・菊地亜美・三宅ひとみ・橘ゆりか・大川藍・橋本楓・倉田瑠夏・伊藤祐奈・野元愛・尾島知佳 |
| 「恋の20連鎖!!〜またまたver.〜」                 | 通常盤     | 同上 （セリフ 朝日奈央） |
| 「恋の20連鎖!!〜べそべそver.〜」                 | 初回盤A    | 同上 （セリフ 大川藍） |
| 「恋の20連鎖!!〜がらがらver.〜」                 | 初回盤B    | 同上 （セリフ 菊地亜美） |
| 「アルファベットでこれなんだ!?〜保健室大作戦〜」 | 全形態共通 | 長野せりな・朝日奈央・大川藍・伊藤祐奈・野元愛・尾島知佳 |

## リリース
シングルCDは通常盤、初回盤A・Bの3形態でリリース。通常盤の初回生産分にはDVDとトレーディングカードA（全19種の内ランダム1枚）、初回盤AにはトレーディングカードB（全19種の内ランダム1枚）、初回盤BにはDVDとICカードステッカー（全19種の内ランダム1枚）とアニメ『FAIRY TAIL』でか帯ステッカーの封入特典が付属。
特典企画
協力店舗でのみ、先着購入者に「オリジナル・トレーディングカード（各店絵柄3種の内ランダム1枚）」を進呈する、特典企画を実施している。

## プロモーション
楽曲のプロモーションで、以下のメディアに出演した。
テレビ番組
- 魁!音楽番付〜EIGHT〜（2011年7月6・20・27日、フジテレビ）
- 全力!アイドル（2011年7月25日、MUSIC ON! TV） - MVオンエア
- 音楽缶（2011年7月26日、テレビ神奈川） - MVオンエア
- J-POP Hits!（2011年7月26日、MUSIC ON! TV） - MVオンエア
- IDOL☆ON!（2011年7月26日、MUSIC ON! TV） - MVオンエア
- 歌え!カウントダウン（2011年7月26日、MUSIC ON! TV） - MVオンエア
- ザ・ベストハウス123（2011年7月27日、フジテレビ）
- Music B.B.（2011年7月27日、独立UHF局） - MVオンエア
- みんなえがお2011 テレ西 笑XPO（2011年7月30日、テレビ西日本）
- 世界おもしろ珍メダル バカデミービデオ大賞（2011年8月2日、フジテレビ）
- FNS歌謡祭 うたの夏まつり2011（2011年8月6日、フジテレビ）
- HEY!HEY!HEY! 元気が湧いてくる!アイドルの祭典スペシャル（2011年9月26日、フジテレビ）

ラジオ番組
- 昇太の何でも番付（2011年8月10日、ニッポン放送）

イベント
- 東京ゲームショウ2011（2011年9月15・17日、千葉市幕張メッセ）

主催企画
発売記念イベント兼ねた握手会が、以下の日時・場所で実施された。
「Don't think. Feel !!!」発売記念イベント
- 2011年7月30日 フジテレビ湾岸スタジオ
- 2011年8月6日 品川THE GRAND HALL

## アートワーク
ジャケットアートの衣装は、拳法着風にアレンジしたチャイナ服的デザインで、カラーは青地に白ライン、白いベルトと黒い短パンを着用。ほか、通常盤には、ブルース・リー主演映画『死亡遊戯』で有名な、黄色いトラックスーツのコスプレをした朝日奈央のショットが、裏ジャケットに採用されている。
c/w曲「恋の20連鎖!!」の衣装は、同曲とタイアップしたゲームソフト『ぷよぷよ』シリーズの主要キャラクター「りんご」の制服をイメージしたデザインになっている。

## チャート成績
オリコンデイリーシングルランキングで1位、ウィークリーシングルランキングで最高3位を記録し、デイリーとウィークリーの両方においてグループの最高位記録を更新した。

## ミュージック・ビデオ
ミュージック・ビデオはリリース後に、動画サイト『GYAO!』でショートバージョンが公開された。初回盤Aに付属するDVDにも収録されている。また、テレビアニメ『FAIRY TAIL』でオンエア（テロップあり）に使用した「ノンテロップオープニング映像」が、初回盤B付属のDVDに収録されている。
劇中では、それぞれのガラス瓶の中に閉じ込められたメンバー達が、瓶の殻を割り走り出す「一歩踏み出す勇気」といった、歌詞内容に沿うイメージで演出されている。撮影衣装は、シングル盤ジャケット衣装と同じ拳法着の別カラーデザインで、白地に黒ラインのカラーバリエーションを採用し、黒いベルトと短パンを着用している。

## ライブ・パフォーマンス
発売イベントを兼ねたミニライブが、以下の日時・場所で実施された。
「Don't think. Feel !!!」発売記念イベント
- 2011年7月31日 大阪・千里セルシー
- 2011年8月7日 東京ドームシティ ラクーアガーデンステージ
- 2011年8月13・14日 品川ステラボール

ライブイベント
収録曲はグループ定期公演のほか、以下のイベント等でライブ披露している。
- アイドリング!!! 10thライブ かんがえるな。感じろ!GO AHEADング!!!（2011年6月26日、中野サンプラザ）
- ヤマダ電機復興応援セール チャリティーイベントステージ（2011年7月3日、ナゴヤドーム）
- お台場合衆国2011〜ぼくらがNIPPON応援団〜（2011年7月16日〜8月31日、フジテレビ本社屋）
- みんなえがお2011 テレ西 笑XPO（2011年7月30日、福岡TNC放送会館）
- 品はちライブ in NGK（2011年7月31日、なんばグランド花月）
- アイドリング!!!定期公演『品はちライブ』（2011年8月ほか、品川よしもとプリンスシアター）
- TOKYO IDOL FESTIVAL 2011 前夜祭（2011年8月24 - 26日、品川よしもとプリンスシアター）
- TOKYO IDOL FESTIVAL 2011（2011年8月27・28日、お台場・青海特設会場）
- 東京ゲームショウ2011（2011年9月17日、千葉 幕張メッセ）
- チャリティーライブ『EKIDEN for PEACE 2011』（2011年10月2日、山梨県山中湖交流プラザきらら）
- (有)申し訳ライブ『NIIGATA IDOL SUMMIT vol.1』（2011年10月23日、新潟 The PLANET）

## メディアでの使用
収録曲は以下のメディアで使用された。
「Don't think. Feel !!!」
- テレビ東京系アニメ『FAIRY TAIL』2011年7 - 9月度エンディングテーマ

グループの楽曲「S.O.W. センスオブワンダー」も、同番組のオープニングテーマとして過去に使用されており、タイアップは2度目となる。
「恋の20連鎖!!」
- ニンテンドーDS用ゲームソフト・SEGA『ぷよぷよ!! Puyopuyo 20th anniversary』応援ソング

グループの楽曲「ラブマジック♡フィーバー」が、同社のゲームソフト『ぷよぷよ7』のイメージソングとして使用されており、こちらも同シリーズのタイアップが2度目となった。

## シングル収録トラック
| #         | タイトル                                                  | 作詞      | 作曲       | 編曲       | 時間  |
| --------- | --------------------------------------------------------- | --------- | ---------- | ---------- | ----- |
| 1.        | 「Don't think. Feel !!!」                                 | PA-NON    | しほり     | KOUTAPAI   | 3:50  |
| 2.        | 「恋の20連鎖!!〜またまたver.〜」(ぷよぷよアイドリング!!!) | leonn     | 日比野裕史 | 日比野裕史 | 4:17  |
| 3.        | 「アルファベットでこれなんだ!?〜保健室大作戦〜」          | leonn     | 大西克巳   | 大西克巳   | 5:10  |
| 4.        | 「Don't think. Feel !!!」(Instrumental)                   |           |            |            | 3:48  |
| 合計時間: | 合計時間:                                                 | 合計時間: | 合計時間:  | 合計時間:  | 17:06 |

| #         | タイトル                                                  | 作詞      | 作曲       | 編曲       | 時間  |
| --------- | --------------------------------------------------------- | --------- | ---------- | ---------- | ----- |
| 1.        | 「Don't think. Feel !!!」                                 | PA-NON    | しほり     | KOUTAPAI   | 3:50  |
| 2.        | 「恋の20連鎖!!〜べそべそver.〜」(ぷよぷよアイドリング!!!) | leonn     | 日比野裕史 | 日比野裕史 | 4:17  |
| 3.        | 「アルファベットでこれなんだ!?〜保健室大作戦〜」          | leonn     | 大西克巳   | 大西克巳   | 5:10  |
| 4.        | 「Don't think. Feel !!!」(Instrumental)                   |           |            |            | 3:48  |
| 合計時間: | 合計時間:                                                 | 合計時間: | 合計時間:  | 合計時間:  | 17:06 |

| #  | タイトル                                   | 作詞 | 作曲・編曲 |
| -- | ------------------------------------------ | ---- | ---------- |
| 1. | 「「Don't think. Feel !!!」」(Music Video) |      |            |
| 2. | 「Music Video メイキング」                 |      |            |

| #         | タイトル                                                  | 作詞      | 作曲       | 編曲       | 時間  |
| --------- | --------------------------------------------------------- | --------- | ---------- | ---------- | ----- |
| 1.        | 「Don't think. Feel !!!」                                 | PA-NON    | しほり     | KOUTAPAI   | 3:50  |
| 2.        | 「恋の20連鎖!!〜がらがらver.〜」(ぷよぷよアイドリング!!!) | leonn     | 日比野裕史 | 日比野裕史 | 4:17  |
| 3.        | 「アルファベットでこれなんだ!?〜保健室大作戦〜」          | leonn     | 大西克巳   | 大西克巳   | 5:10  |
| 4.        | 「Don't think. Feel !!!」(Instrumental)                   |           |            |            | 3:48  |
| 合計時間: | 合計時間:                                                 | 合計時間: | 合計時間:  | 合計時間:  | 17:06 |

| #  | タイトル                                             | 作詞 | 作曲・編曲 |
| -- | ---------------------------------------------------- | ---- | ---------- |
| 1. | 「アニメ『FAIRY TAIL』ノンテロップエンディング映像」 |      |            |